# Typhon Haiyan
Cet article concerne le cyclone tropical de 2013. Pour les autres tempêtes du même nom, voir Cyclone tropical Haiyan.
Le typhon Haiyan (code international : 1330, code JTWC : 31W, typhon Yolanda aux Philippines) est le 35e cyclone tropical de la saison cyclonique 2013 dans le nord-ouest de l'océan Pacifique et le douzième à avoir atteint le seuil de typhon. Le nom Haiyan (海燕) provient de la liste fournie à l'OMM par les pays riverains de la côte du Pacifique, dans ce cas la République populaire de Chine, et signifie « pétrel »,. Ce super typhon, équivalent à un ouragan de catégorie 5 sur l'échelle de Saffir-Simpson, a donné des vents soutenus estimés de 230 km/h sur dix minutes et de 315 km/h (170 nœuds) sur une minute. Il est considéré comme le typhon le plus intense de la saison dans cette région du globe et l'un des plus violents jamais enregistrés.
Formé sous la forme d'une tempête tropicale à l'ouest des Îles Marshall et classé typhon lors de son passage au-dessus des États fédérés de Micronésie, il se dirige ensuite vers l'ouest-nord-ouest ; sa trajectoire le fait passer au-dessus des Palaos, des Philippines, du Viêt Nam, du Laos et du sud de la Chine. Le bilan provisoire au 15 novembre 2013 fait état de plus de 4 000 morts recensés par le gouvernement Philippin, et de dizaines de milliers de personnes souffrant de la faim, devant boire de l'eau non potable et sans abri.
Ce bilan est encore évolutif, les recensements étant difficiles du fait des énormes problèmes de communication subsistants. Le 22 novembre, le chiffre des victimes est porté à 10 000 et 1 611 disparus ; le 30 novembre, le Conseil national pour la réduction et la gestion des catastrophes naturelles (NDRRMC) annonce 5 632 morts et 1 759 disparus. Le 14 janvier, les chiffres sont portés à 6 202 morts, 28 626 blessés et 1 785 disparus.
Le nom Haiyan a été retiré des listes de noms pouvant être utilisés dans le futur pour un cyclone tropical par l'Organisation météorologique mondiale lors de son assemblée du 25 février 2014. Le comité sur les cyclones tropicaux a en effet déterminé que ce nom ne devait plus être utilisé dans la liste rotative à la suite des dégâts et des pertes de vie qu'il a infligé.

## Évolution météorologique

Animation des images satellitaires dans l'infrarouge et colorisées du typhon Haiyan traversant les Philippines.

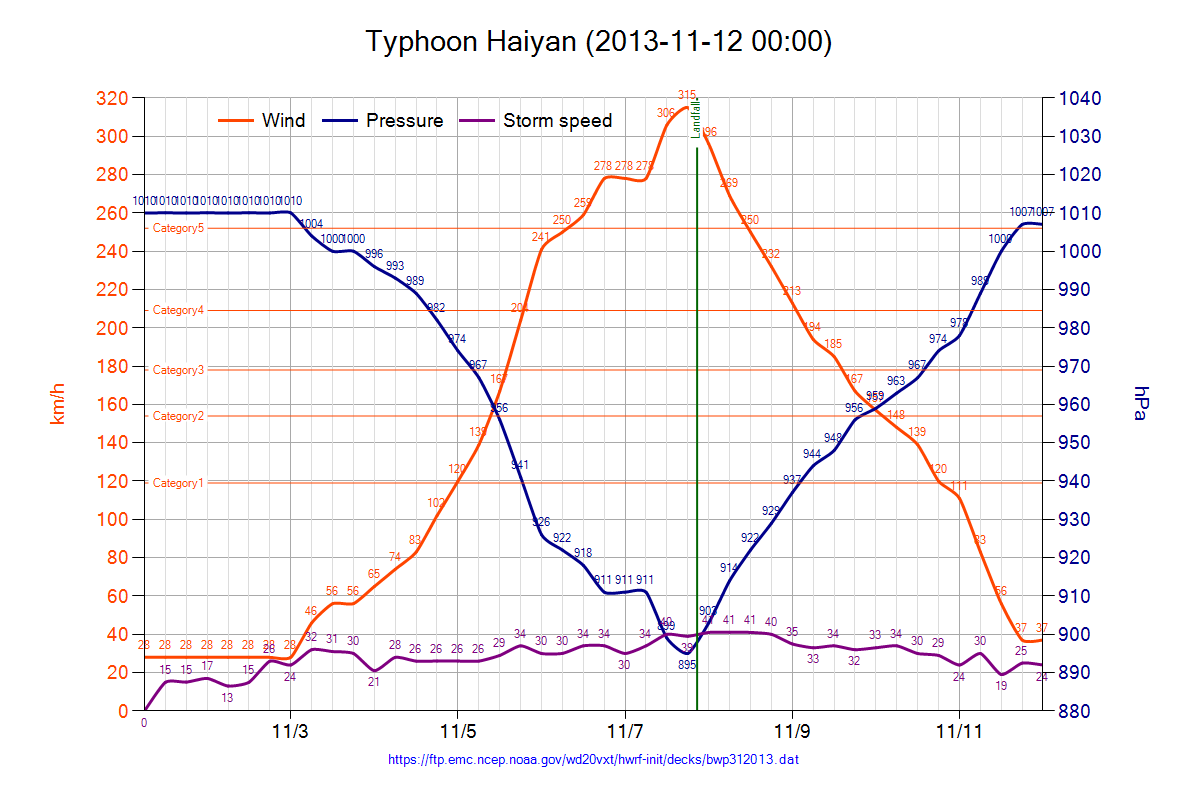
Variation de la pression et des vents durant la vie du typhon.

Tôt durant la journée du 2 novembre 2013, une perturbation tropicale se forma à l'ouest de Kosrae, un État fédérés de Micronésie ; l'Agence météorologique du Japon (AMJ) détecte initialement une zone dépressionnaire qui passe ensuite à l'état de dépression tropicale le 3 novembre,. Le système montrant une convection atmosphérique intense, il poussa le Joint Typhoon Warning Center à émettre une alerte cyclonique,. Le même jour, l'AMJ émit ses premières alertes cycloniques et rehaussa son statut à celui de tempête tropicale à minuit (heure locale) le 4 novembre, le nommant « Haiyan »,. L'AMJ rehaussa ensuite en sévère tempête tropicale. Dix-huit heures plus tard, l'AMJ le fit passer à l'état de typhon.
Le typhon, avec un diamètre d'approximativement 110 km, continua à s'intensifier, tandis que son œil s'agrandit. Le 6 novembre, le JTWC estime que le système dépressionnaire a atteint le statut de super typhon,. Ce même jour, l'Administration des services atmosphériques, géophysiques et astronomiques des Philippines (PAGASA) le nomma cyclone Yolanda tandis qu'il approchait de sa région de responsabilité. L'intensification ralentit quelque peu durant la journée, bien que le JTWC lui ait attribué le statut équivalent d'un ouragan catégorie 5 sur l'échelle de Saffir-Simpson vers 12 h UTC. Pendant ce temps, Haiyan développa un œil de 15 km de diamètre, entouré par une convection profonde. Plus tard, l'œil du typhon atteignit Kayangel dans les Palaos.
Vers 12 h UTC le 7 novembre, Haiyan atteignit son pic d'intensité avec des vents soutenus sur dix minutes à 235 km/h et une pression barométrique de 895 hPa. Six heures plus tard, le JTWC estima les vents soutenus sur une minute comme ayant atteint les 315 km/h. À ce moment, Haiyan était considéré comme le quatrième cyclone tropical le plus violent jamais enregistré, précédé par les typhons Ida (325 km/h) en 1958, Violet (335 km/h) en 1961, et Nancy (345 km/h) en 1961.
Cependant, ces précédentes valeurs furent enregistrées pendant les années 1950 et 1960 avec des moyens des techniques plus limités et Haiyan est officieusement considéré par certains météorologues comme le cyclone tropical le plus violent de l'histoire. À l'aide des images satellitaires, la National Oceanic and Atmospheric Administration (NOAA) estima la pression minimale entre 858 et 884 hPa mais il ne s'agit pas là d'une mesure homologuée,.
Haiyan s'affaiblit ensuite tandis qu'il approchait du Viêt Nam qu'il touchera près d'Haiphong aux alentours de 21 h UTC en tant que sévère tempête tropicale. Dans les terres, la tempête diminua rapidement d'intensité et se dissipa dans la province du Guangxi, en Chine, le 11 novembre.

## Préparation

### États fédérés de Micronésie et Palaos
Peu après la détection et le nommage de la dépression tropicale 31W par le JTWC le 3 novembre, une alerte cyclonique est émise à Chuuk, Losap et Polowat dans les États fédérés de Micronésie. Plus à l'ouest, Faraulep, Satawal, et Woleai sont placées en vigilance typhon tandis que Fananu et Onoun sont placées sous vigilance cyclonique. Le lendemain l'alerte cyclonique s'étend jusqu'à Satawal et l'alerte au typhon jusqu'à Woleai. Les îles Yap en Micronésie et celles de Koror, Babeldaob et Kayangel dans les Palaos, elles, sont en vigilance typhon tard durant la journée du 4 novembre. Le gouvernement conseille l'évacuation de Kayangel et, bien que la plupart des résidents aient ignoré cette alerte, tous survivent au typhon. Haiyan se dirigeant progressivement vers l'ouest les alertes dans les régions situées à l'est diminuent progressivement. Haiyan s'intensifiant en typhon, les émissions d'alertes augmentent dans les Palaos et à Yap,.

### Philippines

Image du satellite météorologique du typhon Haiyan s'approchant des Philippines le 7 novembre à sa plus forte intensité.

Des policiers ont été déployés dans la région de Bicol avant l'arrivée du typhon. Dans les provinces de Samar et de Leyte les écoles ont été fermées et les résidents habitant dans les endroits à haut risque de glissements de terrain et de montées des eaux ont été évacués. Certaines régions menacées par le typhon ont été précédemment touchées par un séisme à Bohol. Le président philippin ordonne le déploiement d'avions et d'hélicoptères militaires dans les régions menacées. Haiyan se déplaçant à très grande vitesse, des alertes au typhon sont constamment émises dans le pays. Soixante (60) provinces, dont la capitale Metro Manila, ont reçu ces alertes.
Toutefois la communication scientifique n'a pas été doublée par une explication aux populations peu éduquées sur les subtilités des termes techniques. Les autorités ont donc bien alerté sur le danger de l'onde de tempête mais les habitants des Visayas orientales (ex. Tacloban, Leyte) ne voyant pas le terme « tsunami » ne se sont donc attendus qu'à des pluies torrentielles et des vents forts. Ainsi lorsque la surcote d'environ 6 mètres s'est enfoncée dans les terres sur près d'un kilomètre à Tacloban, certains habitants auraient été pris dans leur sommeil.
Le 9 novembre 2013 le cyclone se dirige tout droit vers le Viêt Nam où les vents atteindraient 120–130 km/h. 200 000 personnes sont évacuées du centre du pays. Les écoles sont fermées et les bateaux dépêchés dans les ports. Quelque 170 000 soldats sont mobilisés pour fournir l'aide nécessaire. Peu avant le pays avait souffert du passage des typhons Wutip et Nari et Haiyan devrait frapper avec deux fois plus d'intensité. Approximativement 600 000 personnes ont été évacuées avant l'arrivée de Haiyan dans le pays; cependant, des personnes se sont plaintes d'une alerte tardive. Dans la province de Cồn Cỏ (en), tous les habitants ont été regroupés dans des abris souterrains avec assez de vivres pour quelques jours. Des centaines de vols ont été annulés et les écoles ont été fermées le 11 novembre.

### République populaire de Chine
Des alertes cycloniques sont émises dans les provinces de Hainan et Guangdong ainsi que dans la région du Guangxi. Les autorités locales chinoises se préparent à l'impact potentiel du cyclone Haiyan. Les bateaux de pêche ont été dépêchés dans les ports à midi heure locale le 9 novembre.
Entre les perturbations causées par Haiyan et les fortes précipitations subtropicales saisonnières, des vents violents ont été enregistrés à Hong Kong depuis le 9 novembre 2013. L'observatoire météorologique de Hong Kong émet une alerte à 19 h 10 HKT le même jour et celle-ci est toujours active le 11 novembre 2013.

## Impact

### États fédérés de Micronésie et Palaos
À Kayangel, dans les Palaos, de nombreuses maisons ont été endommagées et de nombreux arbres ont été déracinés en raison des vents violents qui se sont abattus dans la région. Malgré le refus d'évacuation des habitants, aucun mort, ni blessé, n'a été recensé dans le pays. Le gouvernement planifiait l'évacuation des sans-abris de l'île. Les villes de Koror, Babeldaob et Kayangel ont été privées d'eau et de courant. À Koror, des vents atteignant une vitesse de 120 km/h ont arraché les toits et déraciné des arbres. La voie principale menant à l'hôpital le plus proche a été bloquée par les inondations. Au nord de Babeldaob, Haiyan détruit des écoles et des bâtiments.

### Philippines
À Surigao, plus de 281,94 mm d'eau ont été enregistrées en moins de 12 heures. Haiyan a d'abord touché Guiuan, au Samar oriental, à 4 h 45 du matin heure locale (20 h 45 UTC) avec des vents excédant les 315 km/h, en faisant l'un des typhons les plus violents jamais enregistrés au monde. Le bilan est lourd, les estimations du 11 novembre faisant état d'au moins 10 000 morts dans la seule ville de Tacloban.

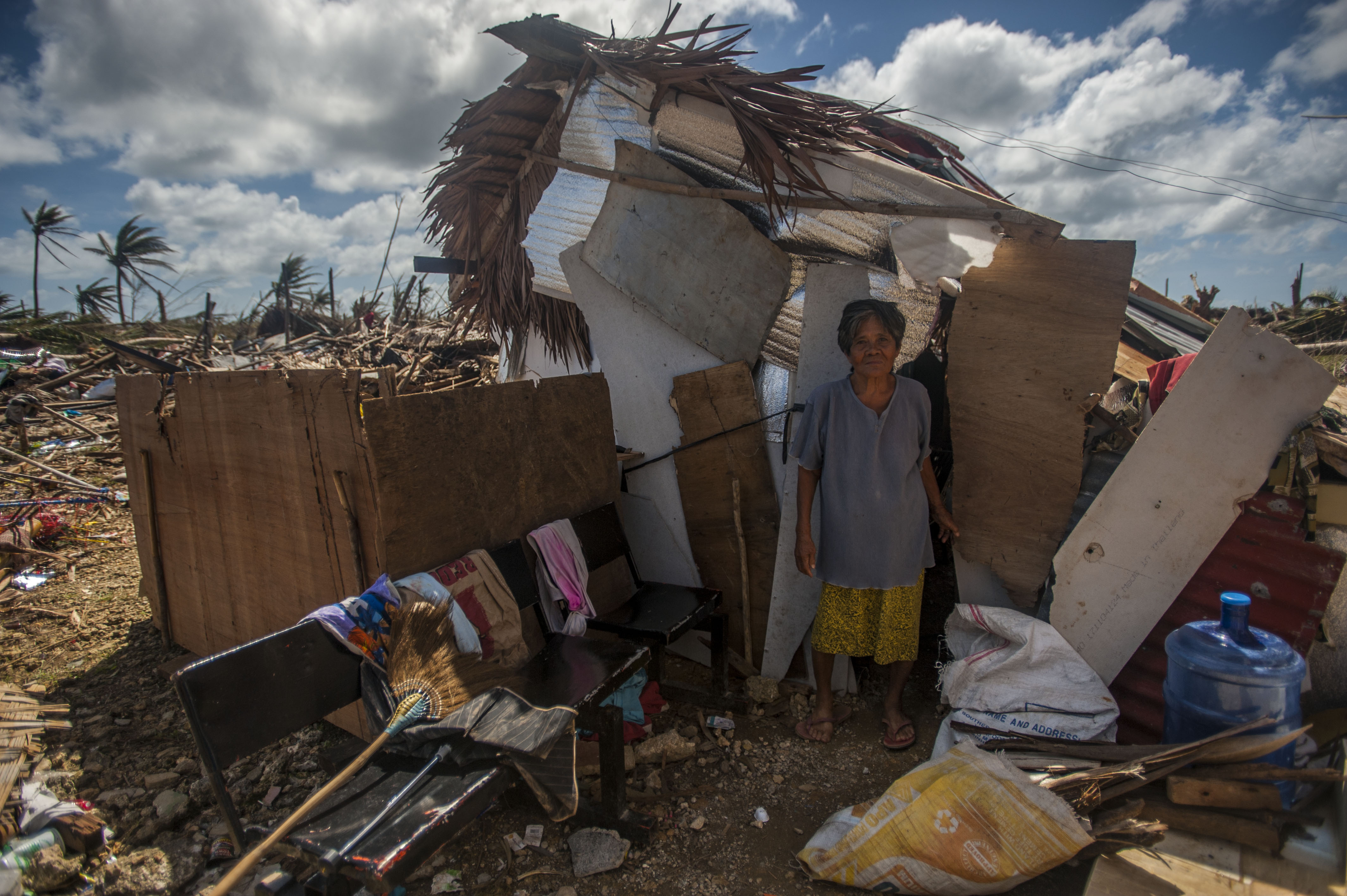
Une femme dans un abri improvisé à Guiuan le 15 novembre.

L'aéroport de Tacloban a été littéralement détruit par les vents violents. Le cyclone a traversé la zone des Visayas pendant presque une journée, causant de grandes inondations. Les provinces de Cebu et Iloilo, frappées par un séisme deux semaines plus tôt, ont été considérablement dévastées. Au matin du 8 novembre, quelques médias ont retransmis en direct les dégâts causés par Haiyan. Cependant, avant le début de l'après-midi, aucune communication ne pouvait être établie dans les Visayas. Des glissements de terrain ont également été rapportés. Les routes principales, rendues impossibles d'accès, ont été bloquées par des arbres déracinés. 453 vols nationaux et internationaux ont dû être annulés. Certains aéroports ont, par ailleurs, dû être fermés du 8 au 9 novembre. Quelques lieux sont isolés de toute communication. 70 à 80 % de la province de Leyte a été détruite, et le gouverneur estime le nombre de morts à 10 000,. Le chiffre des victimes initialement annoncé est revu à la baisse et le gouvernement philippin avance désormais un nombre de 5 200 morts. Au Samar oriental, peu de dégâts ont été relevés.
Dans les provinces de Samar et de Leyte, la majeure partie des familles ont perdu des membres ou des proches de leur entourage ; des familles tentent de rechercher leurs membres disparus, en particulier les enfants.
Les pertes humaines et matérielles sont les plus importantes dans la ville de Tacloban. Cette dévastation a été décrite par les médias comme « apocalyptique. » Tacloban a été complètement dévastée, et aucun bâtiment ne semble être resté indemne. Les victimes souffrent de manque d'eau, de nourriture et de médicaments. De nombreux cadavres restent entassés dans les débris et dans les rues, l'air est irrespirable, et des épidémies telles que la diarrhée aigüe sont constatées en développement.

### Taïwan
À Taïwan, vingt-six personnes se sont noyées près du Nouveau Taipei à cause de violentes vagues causées par Haiyan. Dix-huit d'entre elles ont été sauvées, mais huit autres sont décédées,.

### Viêt Nam
Haiyan touche le Viêt Nam sous le statut de sévère tempête tropicale et frappe le pays avec des pluies violentes. 14 personnes sont mortes et 81 autres blessées, principalement à la suite d'accidents et de complications de santé liées à la préparation contre le cyclone. Quatre personnes ont été portées disparues à Quang Ninh.

### République populaire de Chine
Le typhon atteint le Hainan, province la plus touchée par le typhon, et dans laquelle six personnes ont perdu la vie. Les pertes économiques sont estimées à 4,9 milliards de yuans (803 millions de dollars). Dans le Nord du Guangxi, 380 mm de pluie sont tombés et les rafales de vent ont atteint 100 km/h. Une personne s'est noyée dans la province, et les dégâts sont estimés à 275 millions de yuans (45 millions de dollars),. Un cargo s'est échoué à Sanya le 8 novembre, trois membres de l'équipage se sont noyés et quatre autres sont portés disparus. Une personne est également portée disparue sur l'île de Lantau, à Hong Kong.

## Réactions

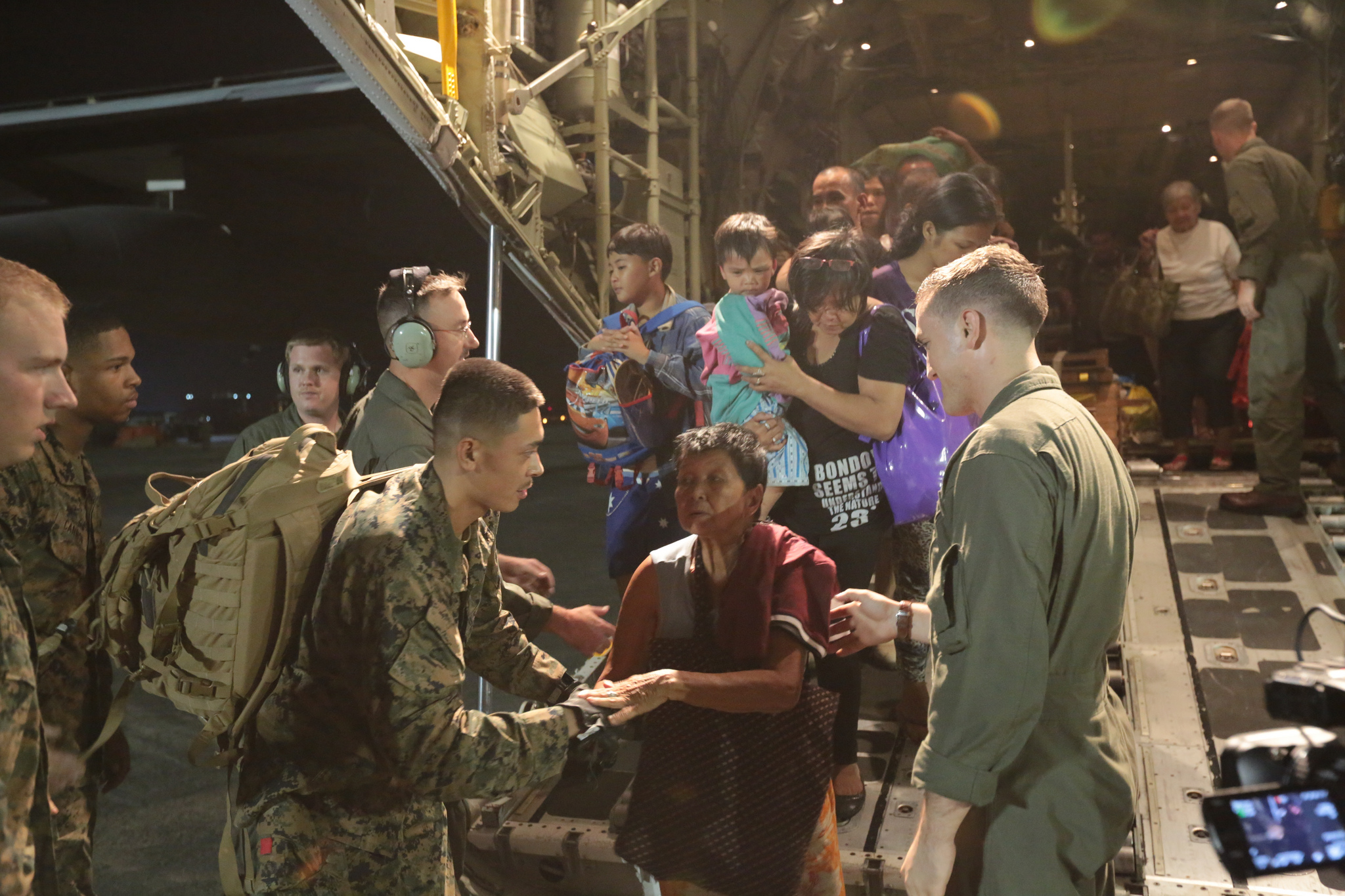
Les Marines américains venant en aide aux sinistrés.

À la suite des dégâts engendrés par le typhon Haiyan, les Nations unies envoient une aide significative aux victimes.
Médecins sans frontières envoie 200 tonnes de vivres.

### Amérique
Le 10 novembre, le président des États-Unis Barack Obama déclare lui aussi envoyer de l'aide aux Philippines. Le secrétaire de la défense Chuck Hagel ordonne le déploiement de bateaux du Pacific Command, dont l'USS George Washington (CVN-73), notamment. Cependant, les vivres peinent à arriver, les zones sinistrées étant difficile d'accès à cause des débris causés par le typhon. Le ministre des affaires étrangères colombien exprime sa solidarité face au chaos engendré par le typhon Haiyan et offre son aide au gouvernement philippin. De son côté, le Canada annonce une aide immédiate de 5 millions $, et un appel à la générosité des canadiens a été lancé le 8 novembre. Des membres de l'Équipe d'intervention en cas de catastrophe se sont rendus sur place à l'aide d'un Boeing C-17 Globemaster III de l'Aviation royale canadienne pour y établir des recherches et des sauvetages dans les zones sinistrées. Il s'agit de l'opération Renaissance.

### Asie
Taïwan offre 200 000 $ et Singapour 40 000 $ d'aide,.
Le chef de l'exécutif de Hong Kong Leung Chun-ying exprime sa plus profonde sympathie aux victimes du typhon. Le premier ministre japonais Shinzo Abe, et le ministre des affaires étrangères Fumio Kishida, expriment également leur sympathie et leurs condoléances aux victimes du typhon. Le Japon offre une assistance humanitaire et des équipes d'intervention,. La Russie offre l'intervention de 200 hommes dans les zones sinistrées aux Philippines. Le ministère des situations d'urgence offre une ligne téléphonique pour les citoyens souhaitant être tenus au courant de la situation aux Philippines. La Corée du Sud a, elle aussi, envoyé des aides estimées à 5 millions $ aux Philippines. Une équipe d'intervention composées de 34 personnes a également été dépêchée sur place.
La Chine et le Viêt Nam, des pays également affectés par le typhon, ont offert 200 000 $ et 100 000 $ respectivement aux équipes d'interventions aux Philippines.

### Europe
Le Royaume-Uni offre une aide équivalente de 10 millions £ et un Boeing C-17 Globemaster III de la Royal Air Force. L'Union européenne offre 4,2 millions $ d'aide. L'Allemagne, quant à elle, offre 23 tonnes de vivre et déploie plusieurs équipes d'intervention.
La Belgique a envoyé son équipe d'intervention spécialisée « B-FAST », avec 40 personnes et du matériel.
Le Vatican annonce une aide de 150 000 $. Le Pape François exprime sa plus profonde sympathie et demande à tous les peuples de prier pour les Philippines.

### Océanie
L'Australie offre 10 millions de dollars. La Nouvelle-Zélande offre 1,78 million $.

### Afrique
Le Maroc offre 50 000 $ tandis que le Cameroun offre 1 million $[réf. nécessaire].